# Hugh Falconer
Hugh Falconer (Forres, 29 febbraio 1808 – Londra, 31 gennaio 1865) è stato un geologo, botanico e paleontologo scozzese.

## Biografia
Laureato in medicina, è noto soprattutto per essere stato amico e corrispondente di Charles Darwin, con il quale intrattenne un interessante scambio di opinioni in merito alla teoria sull'evoluzione. Sosteneva che la teoria di Darwin rimarrà nel tempo valida come fondamento per spiegare l'evoluzione, ma sarà interessata da importanti cambiamenti nella sua struttura.